# Shukra
Shukra [Šukra] (sanskrt शुक्र, Śukra) sanskrtska je riječ koja se prevodi kao „bistar/sjajan”.

## Ideologija
U jednoj ideologiji, Shukra je ime gurua, koji je bio sin mudraca Bhrigua i njegove supruge Kavyamate. Shukra je oženio božicu Jayanti te je njihova kći kraljica Devayani. Shukra je bio učitelj asura („demoni”) te je također poznat kao Shukracharya. U Mahabharati je Shukra opisan kao učitelj ratnika Bhishme.

## Planet
U mnogim hinduističkim spisima, Shukra je također ime za planet Veneru. Shukri je posvećen petak te je u hinduističkom kalendaru taj dan zvan Shukravara.

## Poveznice
- Venera